# Чудакова, Мариэтта Омаровна
Мариэ́тта Ома́ровна Чудако́ва (девичья фамилия — Хан-Магомедова; 2 января 1937, Москва — 20 ноября 2021, там же) — советский и российский литературовед, историк литературы, текстолог. Доктор филологических наук (1980). Также известна как писательница и мемуаристка, общественный деятель, педагог.

## Биография
Мариэтта Чудакова — четвёртый ребёнок в семье. Отец — инженер Омар Курбанович Хан-Магомедов, табасаранец, выпускник Тимирязевской сельскохозяйственной академии. Мать — Клавдия Васильевна Махова, уроженка села Вишенки Суздальского уезда, педагог дошкольного образования, написала книгу «Просто счастье» о воспитании своих родных детей. Братья Чудаковой — Джан-Булат (1925—1983), Селим (1928—2011); сёстры — Бэла и Инна. Селим Хан-Магомедов впоследствии стал известным архитектором и историком архитектуры; Инна Мишина — директором Московского музея Булгакова в «Нехорошей квартире» с 2007 по 2012 год.
Чудакова окончила московскую школу № 367, затем, в 1959 году, — филологический факультет МГУ. Начала публиковаться в 1958 году. В 1959—1961 годах в одной из московских школ преподавала русский язык и литературу. В 1964 году, после окончания аспирантуры, защитила диссертацию на соискание ученой степени кандидата филологических наук по теме «Творчество Эффенди Капиева».
В 1965—1984 годах работала в отделе рукописей Государственной библиотеки СССР им. Ленина. Лауреат Премии московского комсомола (1969). С 1970 года — член Союза писателей СССР. В 1980 году защитила диссертацию на соискание ученой степени доктора филологических наук по теме «Печатная книга и рукопись: взаимодействие в процессе создания и функционирования (На материале художественной прозы и науки о литературе 1920—1930-х годов)».
С 1985 года начала преподавать в Литературном институте им. М. Горького на кафедре новейшей русской литературы. С 1988 года в качестве визит-профессора преподавала в некоторых американских и европейских университетах. С 1991 года — член Европейской Академии.
Скончалась 20 ноября 2021 года на 85-м году жизни. Причиной смерти стала коронавирусная инфекция.
Прощание и отпевание состоялось 26 ноября в Софийской церкви. Похоронена на Востряковском кладбище (участок 77) рядом с мужем.

### Семья
Муж — Александр Павлович Чудаков (1938—2005), литературовед и писатель.
Брат — Селим Омарович Хан-Магомедов (1928—2011) искусствовед, исследователь архитектуры русского авангарда и архитектуры народов Дагестана. Заслуженный архитектор Российской Федерации.
Дочь Мария.

## Общественная деятельность
В годы реформ М. С. Горбачёва Чудакова выступила с критикой советского строя. В августе 1993 года в числе группы 36 литераторов подписала обращение с требованием провести досрочные выборы Верховного Совета. 15 сентября Б. Н. Ельцин пригласил авторов письма на дачу. После встречи Чудакова писала: «Нужен прорыв!.. Сила не противоречит демократии — ей противоречит только насилие…».
В октябре 1993 года в поддержку разгона Верховного Совета Чудакова подписала «Письмо сорока двух».
В 1994—2000 годах работала в составе Президентского совета (консультативного органа при президенте РФ), а также состояла членом Комиссии по вопросам помилования при президенте РФ.
В 2002 году стала соучредителем Регионального общественного фонда содействия возрождению и развитию культуры — Фонда имени М. А. Булгакова и некоторое время возглавляла его.
В 2006 году организовала общественную организацию «ВИНТ», которая объединяет ветеранов «горячих точек» и представителей интеллигенции. В это же время совершила несколько поездок по России с культурно-просветительскими и общественными целями — читала лекции, снабжала библиотеки провинциальных городов свежими книгами.
В 2007 году вошла в первую тройку кандидатов партии СПС на выборах в Госдуму. СПС не преодолел 5-процентный барьер, получив менее 1 % голосов избирателей.
По словам Чудаковой, она занималась в тот год политикой, потому что слишком мало людей занимают активную политическую позицию:

«Московские новости»: Если граждане страны столь инертны, почему вы решили заняться политикой?
Чудакова: Как раз поэтому. Если бы они были активны, со спокойной душой могла бы заниматься историей литературы, как в конце 1980-х — начале 1990-х. Потому согласилась, что увидела по всей стране — в библиотеках, музеях, школах — очень много вменяемых, благородных, умных людей, с которыми мы с вами сейчас с удовольствием провели бы целый вечер и нам было бы о чём поговорить. Но эти люди уже не верят в выборы. Они подавлены ощущением всевластия правящего слоя.

В 2008 году вошла в Высший совет партии «Правое дело»
В 2010 году подписала обращение «Путин должен уйти».
Подписала все открытые письма, которые писались в России в поддержку Украины. В частности, в марте 2014 года подписала письмо «Мы с Вами!» КиноСоюза в поддержку украинского Евромайдана.

## Научная деятельность

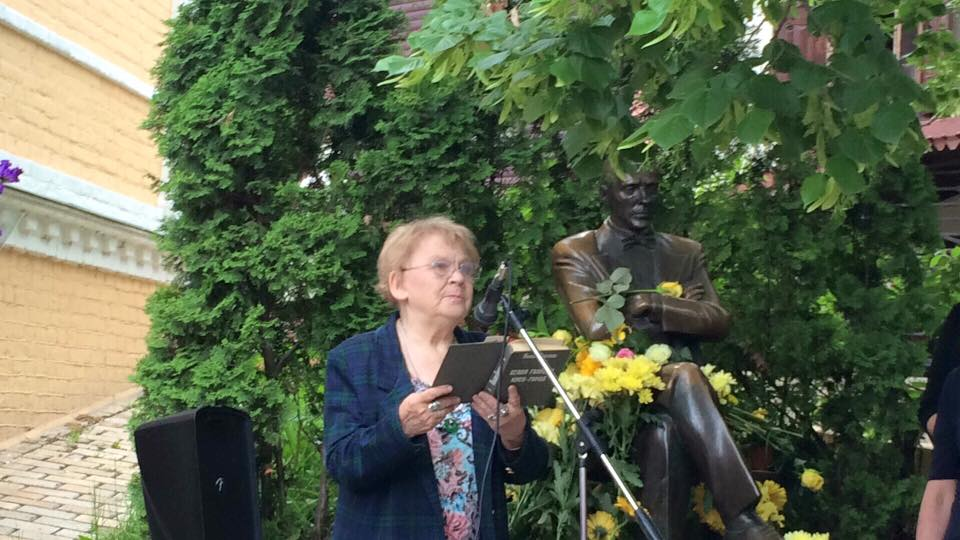
Мариэтта Чудакова читает фрагмент из «Белой гвардии» на 125-летнем юбилее Михаила Булгакова

Автор более 200 научных работ и статей в области истории литературы XX века, истории филологической науки и литературной критики. Основная сфера исследовательских интересов Чудаковой — история русской литературы советского периода (особенно творчество М. А. Булгакова, Е. Замятина, М. Зощенко, М. Козырева), поэтика, история русской филологической науки, архивоведение (архивное дело и его история), текстология.
Была председателем Всероссийского булгаковского фонда, а также ответственным редактором Тыняновских сборников.
С конца 1980-х годов, наряду с историко-литературной работой, много писала об острых политических и социальных вопросах российской действительности.

## Основные работы

### Научные работы
- Эффенди Капиев. — М.: Молодая гвардия, 1970. — 240 с. — (ЖЗЛ).[21]
- Мастерство Юрия Олеши . — М.: Наука, 1972. — 100 с.
- Беседы об архивах . — М.: Молодая гвардия, 1975. — 222 с.
- Поэтика Михаила Зощенко . — М.: Наука, 1979. — 200 с.
- Беседы об архивах. — 2-е, испр. . — М.: Молодая гвардия, 1980. — 224 с.
- Рукопись и книга. Рассказ об архивоведении, текстологии, хранилищах рукописей писателей. — М.: Просвещение, 1986. — 176 с.
- «Они питали мою музу…»: книги в жизни и творчестве писателей // «И книги, книги…» : О М. А. Булгакове. — М.: Книга, 1986. — С. 219—247.
- Жизнеописание Михаила Булгакова. — М.: Книга, 1988. — 495 с.
- Жизнеописание Михаила Булгакова. — 2-е изд., доп . — М.: Книга, 1988. — 671 с.
- Избранные работы. Т. 1. Литература советского прошлого . — М.: Языки славянской культуры, 2001. — 468 с.
- Новые работы. 2003—2006 . — М.: Время, 2007. — 560 с.
- Литература в школе: читаем или проходим? . — М.: Время, 2013. — 288 с.
- Нехорошая лестница. — М.: Государственный музей М. А. Булгакова, 2009. — 24 с.
- Булгаков и Пастернак . — М.: Государственный музей М. А. Булгакова, 2010. — 24 с.
- О «закатном романе» Михаила Булгакова» / Совместно с Музеем М.А.Булгакова. — М.: Эксмо, 2019. — 120 с. — ISBN 978-5-699-96576-2.

### Художественные произведения
- Мирные досуги инспектора Крафта. Рассказы. — М.: ОГИ, 2005. — 112 с.
- Дела и ужасы Жени Осинкиной. Путешествие в трёх томах, а также последующие необычные, ужасные и счастливые истории, случившиеся с ней самой и её друзьями. — М.: Время, 2007. — Т. 1 . — 317 с. — ISBN 978-5-9691-0239-2.
- Дела и ужасы Жени Осинкиной. Путешествие в трёх томах, а также последующие необычные, ужасные и счастливые истории, случившиеся с ней самой и её друзьями. — М.: Время, 2005—2007. — Т. 2. — 383 с.
- Дела и ужасы Жени Осинкиной. Путешествие в трёх томах, а также последующие необычные, ужасные и счастливые истории, случившиеся с ней самой и её друзьями. — М.: Время, 2005—2007. — Т. 3. — 305 с.
- Не для взрослых. Время читать! Полка первая. — М.: Время, 2009. — 208  с. — ISBN 978-5-9691-0462-4.
- Не для взрослых. Время читать! Полка вторая. — М.: Время, 2009. — 208 с. — ISBN 978-5-9691-0463-1.
- Не для взрослых. Время читать! Полка третья. — М.: Время, 2011. — 256 с. — ISBN 978-5-9691-0700-7.
- Егор: Биографический роман. Книжка для смышлёных людей от десяти до шестнадцати лет. — М.: Время, 2012. — 592 с. — ISBN 978-5-9691-0761-8.
- Рассказы про Россию: 1861-1922. — М.: Время, 2020. — 320 с. — ISBN ISBN 978-5-9691-1930-7.
- Хочешь научиться думать?. — М.: Время, 2022. — 300 с. — ISBN ISBN 978-5-9691-1.

## Награды
- Премия Московского комсомола (1969)
- Благодарность Президента Российской Федерации — «за большой вклад в обеспечение деятельности президента Российской Федерации по вопросам помилования и завершение работы по помилованию всех осужденных к смертной казни» (1999)[12].
- Благодарность Президента Российской Федерации (7 января 2002 года) — «за активное участие в работе Комиссии по вопросам помилования при Президенте Российской Федерации»[22]
- Премия «Независимой газеты» «Нонконформизм» в номинации «Нонконформизм-Судьба» (2017)
- Специальная номинация «TeenTalk» премии «Просветитель» за лучшее научно-популярное издание, адресованное подросткам — «за многолетнюю просветительскую деятельность для детей и подростков» (за книгу «Рассказы про Россию 1861—1922: книжка для чтения» (2020)[23][24]